# Смажений рис
Смажений рис є розповсюдженим інгредієнтом східноазійських, і особливо китайських страв. 
Страви на основі смаженого рису подають до столу як передостанню страву (перед десертом). Як правило, використовується рис, не використаний при готуванні першого й другого. 

## Поширення
У Таїланді смажений рис з овочами під назвою "кхао пад" тай. ข้าวผัด — одна з найпопулярніших вуличних страв. Подається з половинкою лайма, нарізаними скибками почищеного огірка, рибного соусу з перцем. Інколи до смаженого рису подають тарілочку бульйону з зеленою цибулею. Залежно від наповнювача до назви додають назву інгредієнта: 
- кхао пад му, смажений рис зі свининою.
- кхао пад кай, смажений рис з курятиною.[1]
- кхао пад кунг, смажений рис з креветками.
- кхао пад пу, смажений рис з крабами.[2]
- кхао пад кхаі, смажений рис з яйцем.[3]
- кхао пад че, вегетаріанський смажений рис з грибами.

В Малайзії та Індонезії відомий під назвою Насі-горенг.
В США смажений рис перетворився у своєрідний фаст-фуд, який продається із лотків з додаванням рубаної свинини, курячого м'яса, яєць, овочів або морепродуктів. До традиційної страви китайської кухні цей продукт має досить далеке відношення.

## Галерея

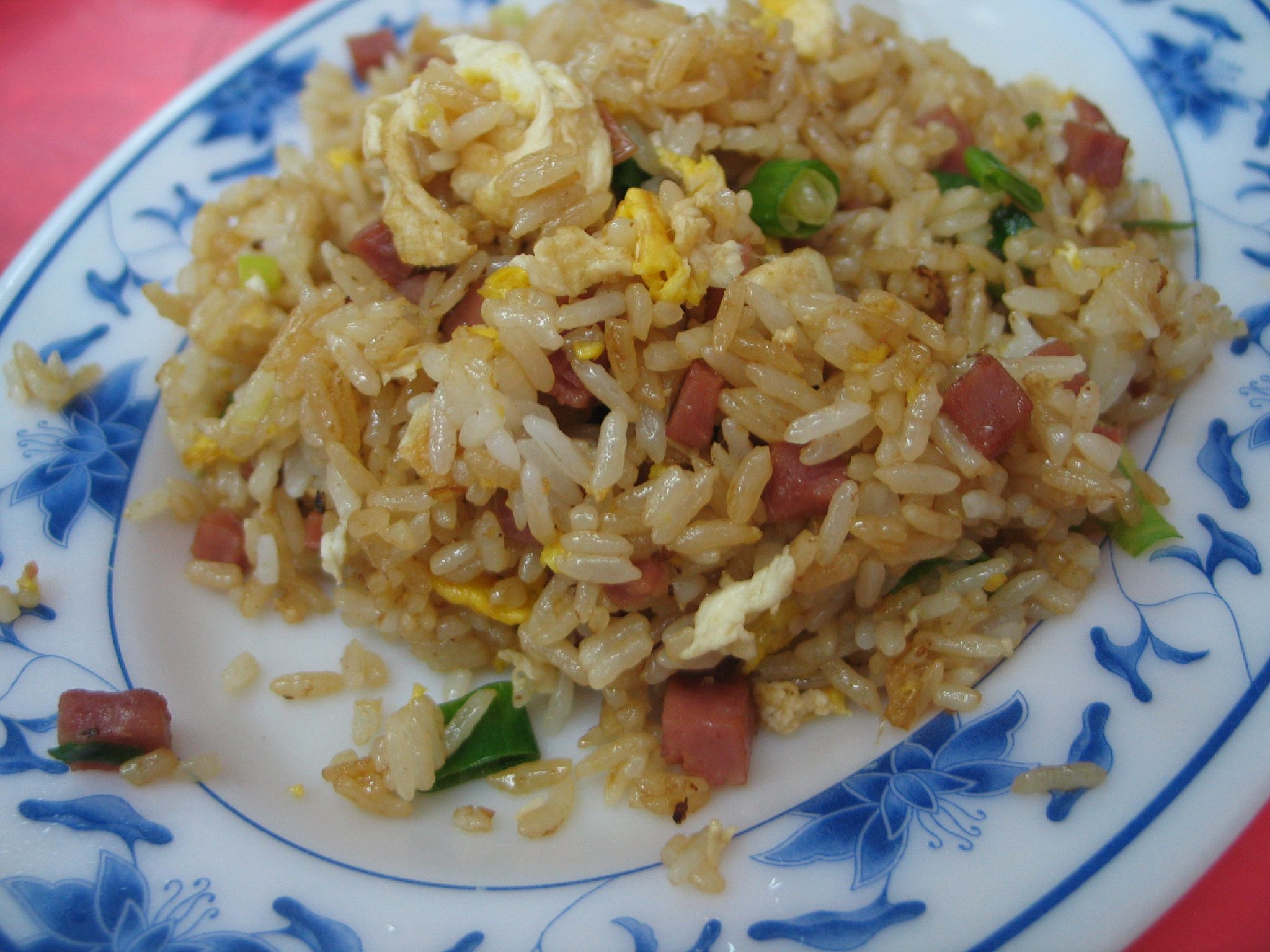
Тарілка зі смаженим рисом з Тайваню.
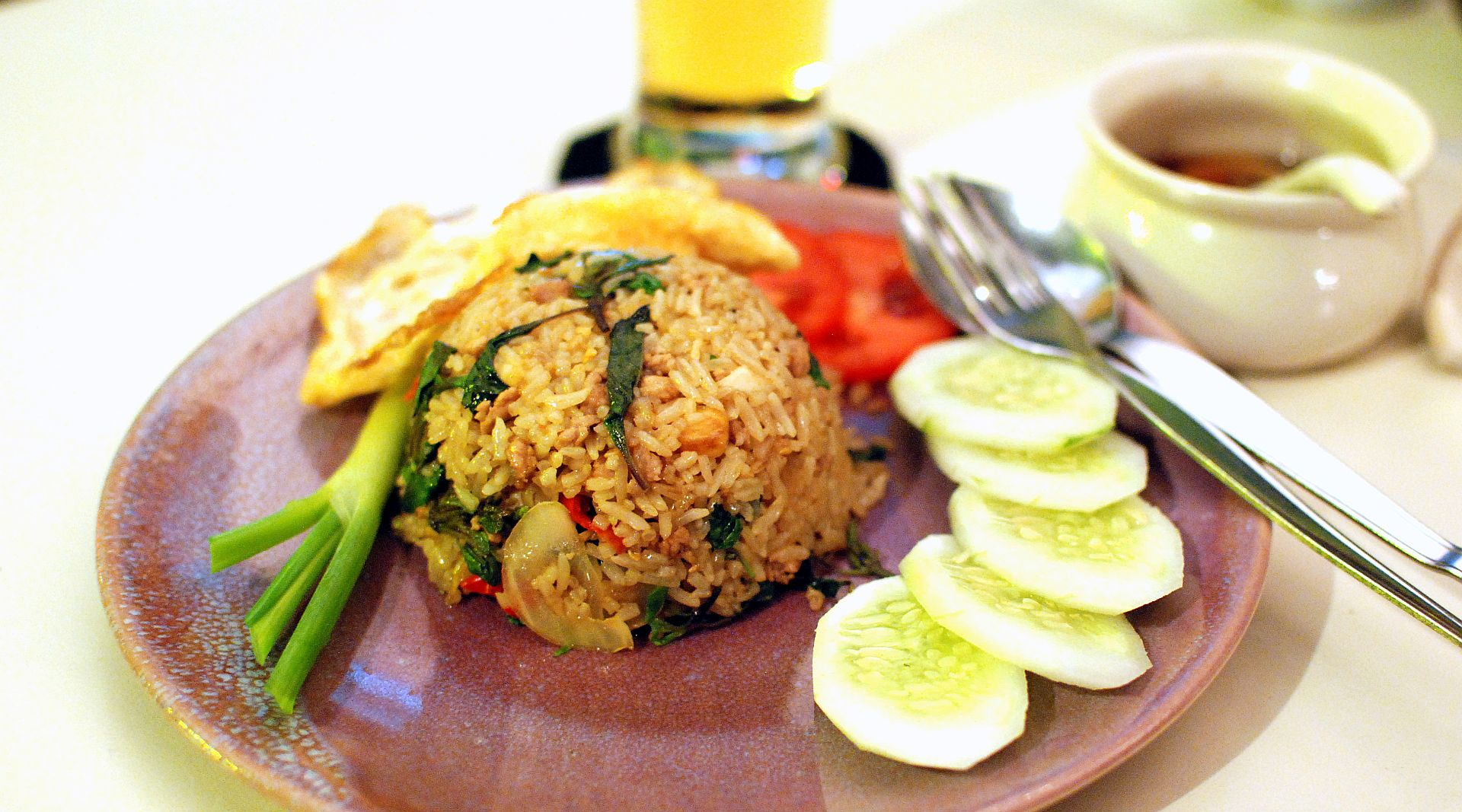
Сервірування кхао пад му у Таїланді.
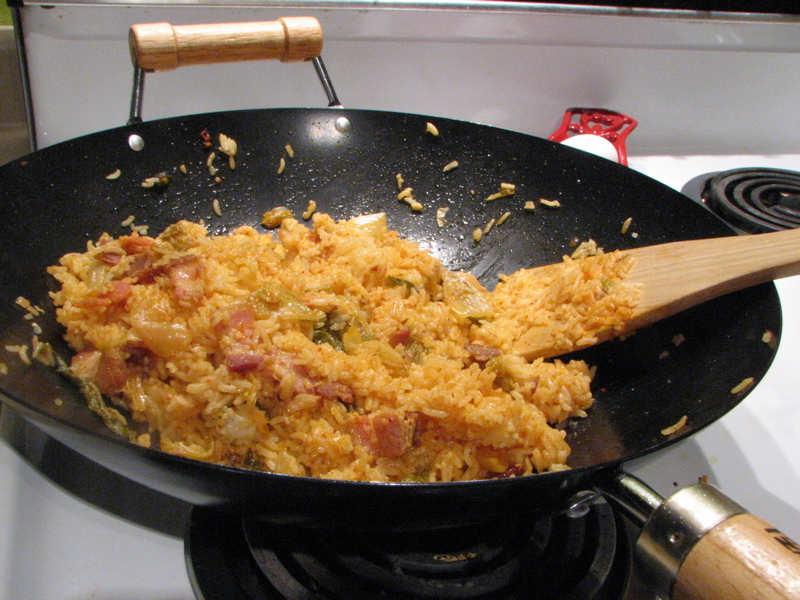
Смажений рис у Кореї.
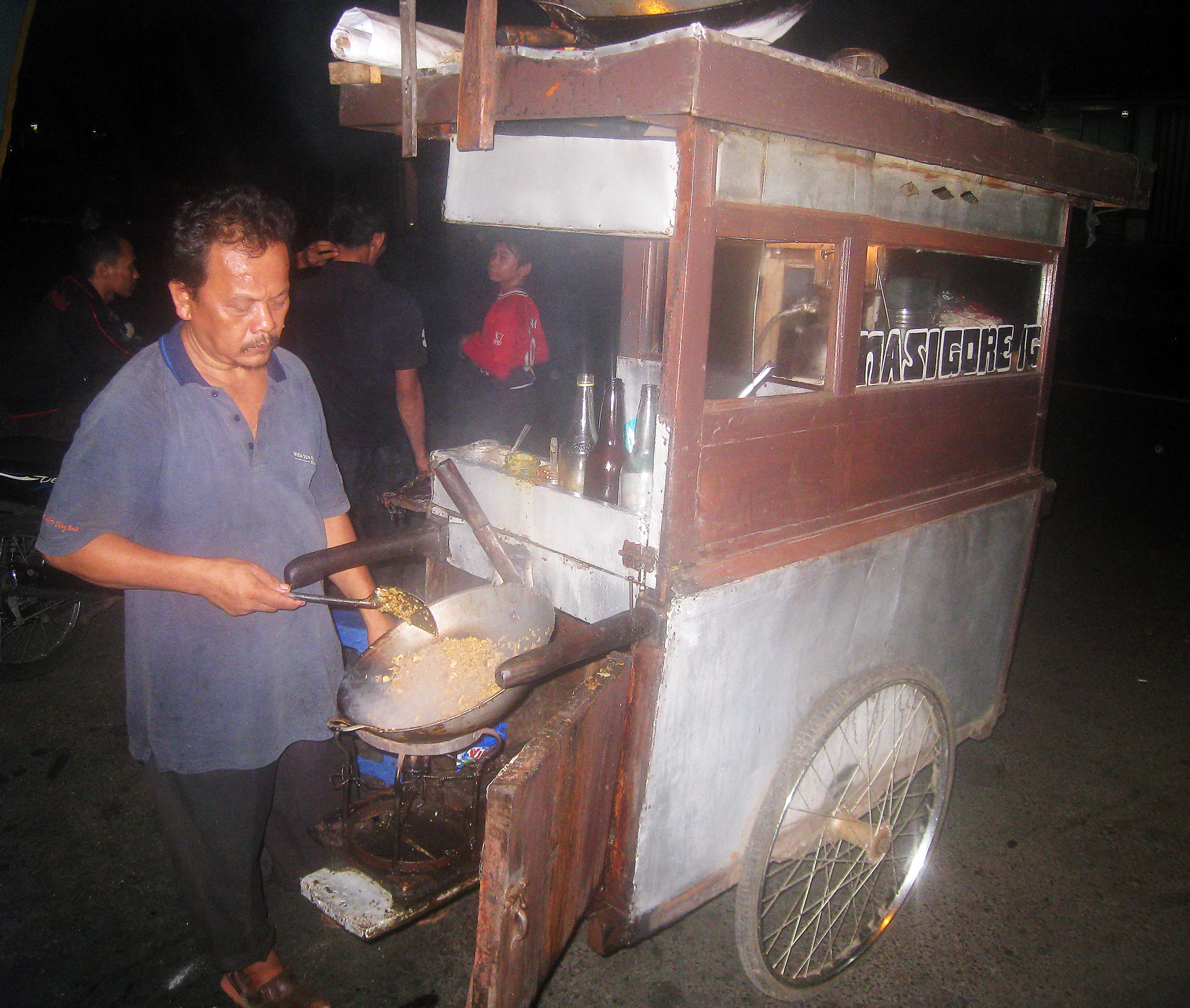
Продавець смаженого рису у Джакарті.
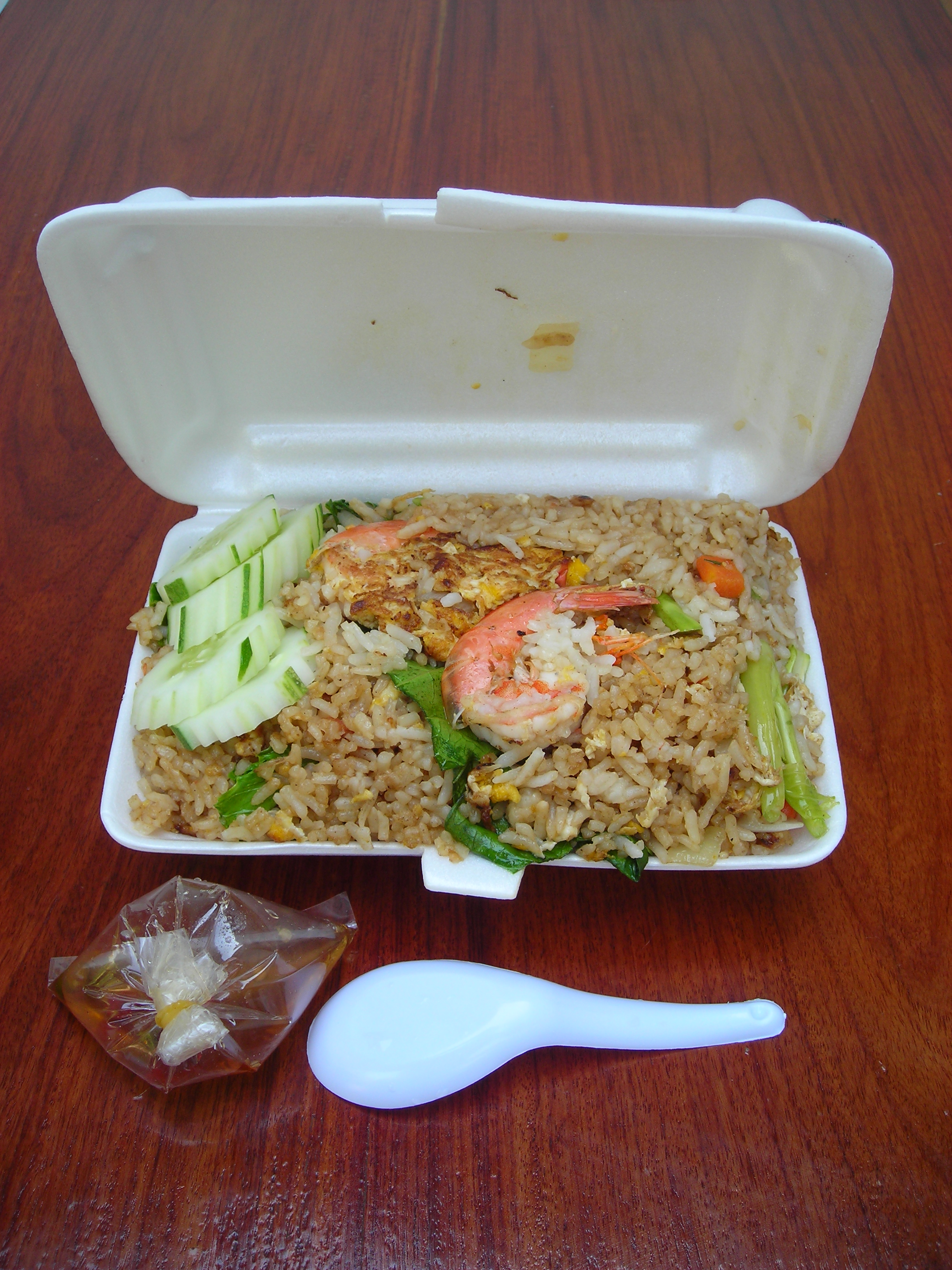
Кхао пад в одноразовому посуді в Таїланді.